# CONMEBOL Libertadores
CONMEBOL Libertadores sau Cupa Libertadores este o competiție anuală de fotbal creată în 1960, organizată de Confederación Sudamericana de Fútbol (CONMEBOL) și reunind cele mai bune cluburi de pe continentul sud-american. Este cea mai prestigioasă competiție sportivă interclub din America de Sud, înaintea Cupei Sudamericana. Această competiție este echivalentul Ligii Campionilor din Europa. În prezent, turneul este format din șase faze, prima fază având loc în luna februarie. Cele șase echipe care trec de prima rundă, se alătură celor 26 de echipe din runda a doua, unde sunt împărțite în opt grupe, fiecare având 4 echipe. Primele două locuri din fiecare grupă se califică în ultimele patru runde, mai cunoscută ca faza eliminatorie, care se termină cu finala, care are loc între iunie și august. Câștigătorul Copei Libertadores, devine eligibil să joace în Recopa Sudamericana (competiție similară cu Supercupa Europei) și la Campionatul Mondial al Cluburilor FIFA.
CA Independiente este cel mai de succes club din istoria cupei, câștigând turneul de șapte ori. Cluburile argentiniene au acumulat cele mai multe trofee, 25, în timp ce Brazilia are cele mai diferite echipe câștigătoare, 11 cluburi au cucerit trofeul. Cupa a fost câștigată de 26 de cluburi diferite, dintre care cincisprezece au câștigat titlul de mai multe ori și a fost câștigată consecutiv de șapte cluburi.
În martie 2009, CONMEBOL a anunțat crearea unui turneu continental feminin, cu participarea a zece cluburi, câte unul pentru fiecare țară membră. Doi ani mai târziu, a fost creată Copa Libertadores U20, care va fi jucată de doisprezece cluburi de pe continent formate din jucători cu vârsta de cel puțin 20 de ani.

## Rezultate
| Finala | Câștigătoare | Scor | Finalistă | Finala | Câștigătoare | Scor | Finalistă |
| ------ | ------------ | ---- | --------- | ------ | ------------ | ---- | --------- |

| 2024 | Botafogo RJ       | 3 - 1 | Atlético Mineiro  | 2025 |                   |       |                   |
| 2022 | Flamengo          | 1 - 0 | Athletico PR      | 2023 | Fluminense        | 2 - 1 | Boca Juniors      |
| 2020 | Palmeiras         | 1 - 0 | Santos            | 2021 | Palmeiras         | 2 - 1 | Flamengo          |
| 2018 | River Plate       | 5 - 3 | Boca Juniors      | 2019 | Flamengo          | 2 - 1 | River Plate       |
| 2016 | Atlético Nacional | 2 - 1 | Del Valle         | 2017 | Grêmio            | 3 - 1 | Lanús             |
| 2014 | San Lorenzo       | 2 - 1 | Club Nacional     | 2015 | River Plate       | 3 - 0 | Tigres            |
| 2012 | Corinthians       | 3 - 1 | Boca Juniors      | 2013 | Atlético Mineiro  | 2 - 2 | Olimpia           |
| 2010 | Internacional     | 5 - 3 | Guadalajara       | 2011 | Santos            | 2 - 1 | Peñarol           |
| 2008 | LDU Quito         | 5 - 5 | Fluminense        | 2009 | Estudiantes       | 2 - 1 | Cruzeiro          |
| 2006 | Internacional     | 4 - 3 | São Paulo         | 2007 | Boca Juniors      | 5 - 0 | Grêmio            |
| 2004 | Once Caldas       | 1 - 1 | Boca Juniors      | 2005 | São Paulo         | 5 - 1 | Athletico PR      |
| 2002 | Olimpia           | 2 - 2 | São Caetano       | 2003 | Boca Juniors      | 5 - 1 | Santos            |
| 2000 | Boca Juniors      | 2 - 2 | Palmeiras         | 2001 | Boca Juniors      | 1 - 1 | Cruz Azul         |
| 1998 | Vasco da Gama     | 4 - 1 | Barcelona SC      | 1999 | Palmeiras         | 2 - 2 | Deportivo Cali    |
| 1996 | River Plate       | 2 - 1 | América de Cali   | 1997 | Cruzeiro          | 1 - 0 | Sporting Cristal  |
| 1994 | Vélez Sársfield   | 1 - 1 | São Paulo         | 1995 | Grêmio            | 4 - 2 | Atlético Nacional |
| 1992 | São Paulo         | 1 - 1 | Newell's Old Boys | 1993 | São Paulo         | 5 - 3 | U Católica        |
| 1990 | Olimpia           | 3 - 1 | Barcelona SC      | 1991 | Colo-Colo         | 3 - 0 | Olimpia           |
| 1988 | Club Nacional     | 3 - 1 | Newell's Old Boys | 1989 | Atlético Nacional | 2 - 2 | Olimpia           |
| 1986 | River Plate       | 3 - 1 | América de Cali   | 1987 | Peñarol           | 1 - 0 | América de Cali   |
| 1984 | Independiente     | 1 - 0 | Grêmio            | 1985 | Argentinos        | 1 - 1 | América de Cali   |
| 1982 | Peñarol           | 1 - 0 | Cobreloa          | 1983 | Grêmio            | 3 - 2 | Peñarol           |
| 1980 | Club Nacional     | 1 - 0 | Internacional     | 1981 | Flamengo          | 2 - 0 | Cobreloa          |
| 1978 | Boca Juniors      | 4 - 0 | Deportivo Cali    | 1979 | Olimpia           | 2 - 0 | Boca Juniors      |
| 1976 | Cruzeiro          | 3 - 2 | River Plate       | 1977 | Boca Juniors      | 0 - 0 | Cruzeiro          |
| 1974 | Independiente     | 1 - 0 | São Paulo         | 1975 | Independiente     | 2 - 0 | Unión Española    |
| 1972 | Independiente     | 2 - 1 | Universitario     | 1973 | Independiente     | 2 - 1 | Colo-Colo         |
| 1970 | Estudiantes       | 1 - 0 | Peñarol           | 1971 | Club Nacional     | 2 - 0 | Estudiantes       |
| 1968 | Estudiantes       | 2 - 0 | Palmeiras         | 1969 | Estudiantes       | 3 - 0 | Club Nacional     |
| 1966 | Peñarol           | 4 - 2 | River Plate       | 1967 | Racing Club       | 2 - 1 | Club Nacional     |
| 1964 | Independiente     | 1 - 0 | Club Nacional     | 1965 | Independiente     | 4 - 1 | Peñarol           |
| 1962 | Santos            | 3 - 0 | Peñarol           | 1963 | Santos            | 5 - 3 | Boca Juniors      |
| 1960 | Peñarol           | 2 - 1 | Olimpia           | 1961 | Peñarol           | 2 - 1 | Palmeiras         |

## Câștigători și Finaliști
| Argentina         |          |                                          |           |                                    |              |
| Club Sportiv      | Campioni | Anii în care au câștigat                 | Finaliști | Anii în care au pierdut            | Total finale |
| ----------------- | -------- | ---------------------------------------- | --------- | ---------------------------------- | ------------ |
| Independiente     | 7        | 1964, 1965, 1972, 1973, 1974, 1975, 1984 | -         |                                    | 7            |
| Boca Juniors      | 6        | 1977, 1978, 2000, 2001, 2003, 2007       | 6         | 1963, 1979, 2004, 2012, 2018, 2023 | 12           |
| River Plate       | 4        | 1986, 1996, 2015, 2018                   | 3         | 1966, 1976, 2019                   | 7            |
| Estudiantes       | 4        | 1968, 1969, 1970, 2009                   | 1         | 1971                               | 5            |
| Racing Club       | 1        | 1967                                     | -         |                                    | 1            |
| Argentinos        | 1        | 1985                                     | -         |                                    | 1            |
| Vélez Sársfield   | 1        | 1994                                     | -         |                                    | 1            |
| San Lorenzo       | 1        | 2014                                     | -         |                                    | 1            |
| Newell's Old Boys | -        |                                          | 2         | 1988, 1992                         | 2            |
| Lanús             | -        |                                          | 1         | 2017                               | 1            |
| Uruguay           |          |                                          |           |                                    |              |
| Peñarol           | 5        | 1960, 1961, 1966, 1982, 1987             | 5         | 1962, 1965, 1970, 1983, 2011       | 10           |
| Club Nacional     | 3        | 1971, 1980, 1988                         | 3         | 1964, 1967, 1969                   | 6            |
| Brazilia          |          |                                          |           |                                    |              |
| São Paulo         | 3        | 1992, 1993, 2005                         | 3         | 1974, 1994, 2006                   | 6            |
| Palmeiras         | 3        | 1999, 2020, 2021                         | 3         | 1961, 1968, 2000                   | 6            |
| Santos            | 3        | 1962, 1963, 2011                         | 2         | 2003, 2020                         | 5            |
| Grêmio            | 3        | 1983, 1995, 2017                         | 2         | 1984, 2007                         | 5            |
| Flamengo          | 3        | 1981, 2019, 2022                         | 1         | 2021                               | 4            |
| Cruzeiro          | 2        | 1976, 1997                               | 2         | 1977, 2009                         | 4            |
| Internacional     | 2        | 2006, 2010                               | 1         | 1980                               | 3            |
| Atlético Mineiro  | 1        | 2013                                     | 1         | 2024                               | 2            |
| Fluminense        | 1        | 2023                                     | 1         | 2008                               | 2            |
| Vasco da Gama     | 1        | 1998                                     | -         |                                    | 1            |
| Corinthians       | 1        | 2012                                     | -         |                                    | 1            |
| Botafogo RJ       | 1        | 2024                                     | -         |                                    | 1            |
| Athletico PR      | -        |                                          | 2         | 2005, 2022                         | 2            |
| São Caetano       | -        |                                          | 1         | 2002                               | 1            |
| Paraguay          |          |                                          |           |                                    |              |
| Olimpia           | 3        | 1979, 1990, 2002                         | 4         | 1960, 1989, 1991, 2013             | 7            |
| Club Nacional     | -        |                                          | 1         | 2014                               | 1            |
| Columbia          |          |                                          |           |                                    |              |
| Atlético Nacional | 2        | 1989, 2016                               | 1         | 1995                               | 3            |
| Once Caldas       | 1        | 2004                                     | -         |                                    | 1            |
| América de Cali   | -        |                                          | 4         | 1985, 1986, 1987, 1996             | 4            |
| Deportivo Cali    | -        |                                          | 2         | 1978, 1999                         | 2            |
| Chile             |          |                                          |           |                                    |              |
| Colo-Colo         | 1        | 1991                                     | 1         | 1973                               | 2            |
| Cobreloa          | -        |                                          | 2         | 1981, 1982                         | 2            |
| Unión Española    | -        |                                          | 1         | 1975                               | 1            |
| U Católica        | -        |                                          | 1         | 1993                               | 1            |
| Ecuador           |          |                                          |           |                                    |              |
| LDU Quito         | 1        | 2008                                     | -         |                                    | 1            |
| Barcelona SC      | -        |                                          | 2         | 1990, 1998                         | 2            |
| Del Valle         | -        |                                          | 1         | 2016                               | 1            |
| Mexic             |          |                                          |           |                                    |              |
| Cruz Azul         | -        |                                          | 1         | 2001                               | 1            |
| Guadalajara       | -        |                                          | 1         | 2010                               | 1            |
| Tigres            | -        |                                          | 1         | 2015                               | 1            |
| Peru              |          |                                          |           |                                    |              |
| Sporting Cristal  | -        |                                          | 1         | 1997                               | 1            |
| Universitario     | -        |                                          | 1         | 1972                               | 1            |

## Titluri
| Țară      | Campioni | Vice-campioni | Total |
| --------- | -------- | ------------- | ----- |
| Argentina | 25       | 13            | 38    |
| Brazilia  | 24       | 19            | 43    |
| Uruguay   | 8        | 8             | 16    |
| Columbia  | 3        | 7             | 10    |
| Paraguay  | 3        | 5             | 8     |
| Chile     | 1        | 5             | 6     |
| Ecuador   | 1        | 3             | 4     |
| Mexic     | 0        | 3             | 3     |
| Peru      | 0        | 2             | 2     |

## Finale
Tabel cu echipele care au jucat consecutiv două sau mai multe finale în Copa Libertadores.

| Națiune   | Club Sportiv    | Consecutiv                   | Consecutiv           | Consecutiv                 |
| Națiune   | Club Sportiv    | 2 Finale                     | 3 Finale             | 4 Finale                   |
| --------- | --------------- | ---------------------------- | -------------------- | -------------------------- |
| Argentina | Independiente   | 1 (1964, 1965)               | –                    | 1 (1972, 1973, 1974, 1975) |
| Argentina | Estudiantes     | –                            | –                    | 1 (1968, 1969, 1970, 1971) |
| Uruguay   | Peñarol         | 2 (1965, 1966), (1982, 1983) | 1 (1960, 1961, 1962) |                            |
| Argentina | Boca Juniors    | 2 (2000, 2001), (2003, 2004) | 1 (1977, 1978, 1979) |                            |
| Brazilia  | São Paulo       | 1 (2005, 2006)               | 1 (1992, 1993, 1994) |                            |
| Columbia  | América de Cali | –                            | 1 (1985, 1986, 1987) |                            |
| Paraguay  | Club Olimpia    | –                            | 1 (1989, 1990, 1991) |                            |
| Brazilia  | Palmeiras       | 2 (1999, 2000), (2020, 2021) | –                    |                            |
| Brazilia  | Santos          | 1 (1962, 1963)               | –                    |                            |
| Brazilia  | Cruzeiro        | 1 (1976, 1977)               | –                    |                            |
| Chile     | Cobreloa        | 1 (1981, 1982)               | –                    |                            |
| Brazilia  | Grêmio          | 1 (1983, 1984)               | –                    |                            |
| Argentina | River Plate     | 1 (2018, 2019)               | –                    |                            |
| Brazilia  | Flamengo        | 1 (2021, 2022)               | –                    |                            |

## Semifinale
| Națiune | Club Sportiv | Apariții | Prima oară | Ultima oară |
| ------- | ------------ | -------- | ---------- | ----------- |

| Națiune | Club Sportiv | Apariții | Prima oară | Ultima oară |
| ------- | ------------ | -------- | ---------- | ----------- |

| Uruguay   | Peñarol         | 21 | 1960 | 2024 |
| Argentina | Boca Juniors    | 19 | 1963 | 2023 |
| Paraguay  | Olimpia         | 12 | 1960 | 2013 |
| Brazilia  | Palmeiras       | 11 | 1961 | 2023 |
| Columbia  | América de Cali | 10 | 1980 | 2003 |
| Brazilia  | Santos          | 9  | 1962 | 2020 |
| Brazilia  | Internacional   | 7  | 1977 | 2023 |
| Paraguay  | Cerro Porteño   | 6  | 1973 | 2011 |
| Brazilia  | Flamengo        | 6  | 1981 | 2022 |
| Chile     | Colo-Colo       | 5  | 1964 | 1997 |
| Argentina | San Lorenzo     | 4  | 1960 | 2014 |
| Chile     | U de Chile      | 4  | 1970 | 2012 |
| Argentina | Vélez Sársfield | 4  | 1980 | 2022 |
| Columbia  | Millonarios     | 3  | 1960 | 1974 |
| Ecuador   | LDU Quito       | 3  | 1975 | 2008 |
| Mexic     | Club América    | 3  | 2000 | 2008 |
| Brazilia  | Botafogo RJ     | 3  | 1963 | 2024 |

| Argentina | River Plate       | 21 | 1966 | 2024 |
| Uruguay   | Club Nacional     | 13 | 1962 | 2009 |
| Argentina | Independiente     | 12 | 1964 | 1987 |
| Brazilia  | São Paulo         | 10 | 1972 | 2016 |
| Brazilia  | Grêmio            | 10 | 1983 | 2019 |
| Ecuador   | Barcelona SC      | 9  | 1971 | 2021 |
| Brazilia  | Cruzeiro          | 6  | 1967 | 2009 |
| Argentina | Estudiantes       | 6  | 1968 | 2009 |
| Chile     | U Católica        | 5  | 1962 | 1993 |
| Columbia  | Atlético Nacional | 5  | 1989 | 2016 |
| Peru      | Universitario     | 4  | 1967 | 1975 |
| Columbia  | Deportivo Cali    | 4  | 1977 | 1999 |
| Brazilia  | Atlético Mineiro  | 4  | 1978 | 2024 |
| Argentina | Racing Club       | 3  | 1967 | 1997 |
| Chile     | Cobreloa          | 3  | 1981 | 1987 |
| Mexic     | Guadalajara       | 3  | 2005 | 2010 |
| Columbia  | Santa Fe          | 2  | 1961 | 2013 |

## Golgheteri
| Poziția | Țara      | Jucător              | Goluri | Meciuri | Ratio | Debut | Cluburi                                                           |
| ------- | --------- | -------------------- | ------ | ------- | ----- | ----- | ----------------------------------------------------------------- |
| 1       | Ecuador   | Alberto Spencer      | 54     | 87      | 0.62  | 1960  | Peñarol, Barcelona SC                                             |
| 2       | Uruguay   | Fernando Morena      | 37     | 77      | 0.48  | 1973  | Peñarol                                                           |
| 3       | Uruguay   | Pedro Virgilio Rocha | 36     | 88      | 0.41  | 1962  | Peñarol, São Paulo, Palmeiras                                     |
| 4       | Argentina | Daniel Onega         | 31     | 47      | 0.66  | 1966  | River Plate                                                       |
| 5       | Uruguay   | Julio Morales        | 30     | 76      | 0.39  | 1966  | Nacional                                                          |
| 6       | Columbia  | Antony de Ávila      | 29     | 94      | 0.31  | 1983  | América de Cali, Barcelona SC                                     |
| 6       | Argentina | Juan Carlos Sarnari  | 29     | 62      | 0.47  | 1966  | River Plate, Universidad Católica, Universidad de Chile, Santa Fe |
| 6       | Brazilia  | Luizão               | 29     | 43      | 0.67  | 1998  | Vasco da Gama, Corinthians, Grêmio, São Paulo                     |
| 9       | Argentina | Juan Carlos Sánchez  | 26     | 53      | 0.49  | 1973  | Jorge Wilstermann, Blooming, San Jose                             |
| 9       | Argentina | Luis Artime          | 26     | 40      | 0.65  | 1966  | Independiente, Nacional                                           |

## Apariții
| Poziția | Țara      | Jucător            | Apariții | Goluri | Prima | Ultima | Cluburi                                      |
| ------- | --------- | ------------------ | -------- | ------ | ----- | ------ | -------------------------------------------- |
| 1       | Paraguay  | Ever Hugo Almeida  | 113      | 1      | 1973  | 1990   | Olimpia                                      |
| 2       | Columbia  | Antony de Ávila    | 94       | 29     | 1983  | 1998   | América de Cali, Barcelona SC                |
| 3       | Bolivia   | Vladimir Soria     | 93       | 4      | 1986  | 2000   | Bolívar                                      |
| 4       | Columbia  | Willington Ortiz   | 92       | 19     | 1973  | 1988   | Millonarios, América de Cali, Deportivo Cali |
| 5       | Uruguay   | Pedro Rocha        | 88       | 36     | 1962  | 1979   | Peñarol, São Paulo, Palmeiras                |
| 6       | Ecuador   | Alberto Spencer    | 87       | 54     | 1960  | 1972   | Peñarol, Barcelona SC                        |
| 6       | Bolivia   | Carlos Borja       | 87       | 11     | 1979  | 1997   | Bolívar                                      |
| 8       | Paraguay  | Juan Battaglia     | 85       | 22     | 1978  | 1990   | Cerro Porteño, América de Cali               |
| 9       | Columbia  | Álex Escobar       | 83       | 14     | 1985  | 2000   | América de Cali, LDU Quito                   |
| 10      | Argentina | Clemente Rodríguez | 82       | 2      | 2001  | 2013   | Boca Juniors, Estudiantes                    |